# Løgnen (film)
Løgnen er en amerikansk stumfilm fra 1918 af J. Searle Dawley.

## Medvirkende
- Elsie Ferguson - Elinor Shale
- David Powell - Gerald Forster
- John L. Shine - Robert Shale
- Percy Marmont - Nol Dibdin
- Charles Sutton